# Tobaku Mokushiroku Kaiji
Tobaku Mokushiroku Kaiji (яп. 賭博黙示録カイジ), также известна как Gyakkyou Burai Kaiji или просто «Кайдзи» — сэйнэн-манга об азартных играх, написанная и проиллюстрированная Нобуюки Фукумото. В 1998 году получила премию манги издательства «Коданся» как лучшая в общей категории. По сюжету произведения было снято четыре художественных фильма, а также аниме-сериал: трансляция первого сезона (Gyakkyou Burai Kaiji: Ultimate Survivor) прошла со 2 октября 2007 по 1 апреля 2008 года, трансляция второго сезона (Gyakkyou Burai Kaiji: Hakairoku Hen) прошла с 5 апреля 2011 года по 27 сентября 2011 года.

## Сюжет

### Gyakkyou Burai Kaiji: Ultimate Survivor
После окончания средней школы в 1996 году в Японии Кайдзи Ито переезжает в Токио, чтобы получить работу, но он не может найти постоянную работу из-за его эксцентричного нрава и потому, что страна погрязла в своей первой рецессии со времён Второй мировой войны. Свободное время он проводит за дешёвыми шалостями, азартными играми, алкоголем и сигаретами.
Страдания Кайдзи продолжаются в течение двух лет, пока ему не наносит неожиданный визит человек по имени Эндо, который хочет собрать задолженности с Кайдзи. Эндо предлагает Кайдзи два варианта — либо тратить десять лет, чтобы погасить эту задолженность, или пойти на корабль «Эспуар» («Надежда» по-французски) и в течение одной ночи погасить свой долг. Под давлением Эндо Кайдзи соглашается на второй вариант, даже не надеясь там отыграться. Кайдзи выживает в смертельно опасной игре на корабле, но не погашает долг, и Эндо предлагает ему сыграть ещё раз, но уже в другую игру — Starside Hotel. Хотя первоначально Кайдзи настороженно относится к этому предложению, он побуждает своего знакомого Сахару пойти с ним. После того, как единственный оставшийся в живых правам Дерби, Кайдзи решает отомстить за своих друзей, играя в новую игру Teiai — И-Карта.

### Gyakkyou Burai Kaiji: Hakairoku Hen
Хотя Кайдзи выживает, он остаётся по уши в долгах, близких к 10 миллионам. Он встречает Эндо в надежде на возможность принять участие в ещё одной игре. Однако Эндо предаёт Кайдзи и посылает его в подземный трудовой лагерь председателя, где тот должен будет отрабатывать свой долг 15 лет. В трудовом лагере Кайдзи зарабатывает 91000 перика в месяц (10 перика равны 1 иене). Однако Кайдзи решился играть в игру тинтирорин и проиграл Оцуки. Кайдзи решил объединиться с другими половинщиками (теми, кто зарабатывают 45000 перика в месяц), чтобы победить Оцуки и выиграть достаточно денег, чтобы хотя бы на несколько дней оказаться на свободе.
Кайдзи удаётся выбраться из трудового лагеря с 800 000 иен, но он имеет только 20 дней, чтобы заработать 60 миллионов иен, он должен купить себе свободу и освобождение других половинщиков. К счастью Кайдзи, он встречает Сакадзаки, который рассказывает ему об игре патинко под названием «трясина, пожирающая людей», где Кайдзи может выиграть около 700 миллионов иен. Кайдзи соглашается помочь Сакадзаки победить.

## Персонажи
- Кайдзи Ито (яп. 伊藤開司 Ито: Кайдзи)

Сэйю — Масато Хагивара
Главный герой истории. Кайдзи находится в нищете: он живёт в одиночку в трущобах и постоянно в долгах. Он ожидает своего шанса разбогатеть, проводя свободное время за дешёвыми азартными играми с соседями, хотя он всегда и проигрывает. Несмотря на это, когда его жизнь в опасности, он показывает замечательный скрытый потенциал для азартных игр, который позволяет ему избежать лишних проблем. На момент начала истории он имеет долг в 3850000 иен. Мог навсегда лишится пальцев, зрения и слуха. Дьявольское везение и острый разум помогают ему жить.
- Кадзутака Хёдо (яп. 兵藤和尊 Хё:до: Кадзутака)

Сэйю — Масанэ Цукаяма
Очень богатый человек и президент финансовой фирмы «Тэйай» (досл. «Любовь императора»), также владелец и спонсор Азартных игр, а также владелец «Эспуара». Ему около семидесяти лет, он имеет состояние около ста миллиардов иен. Обезумев от богатства, обычные увлечения уже не в состоянии развлечь его, поэтому он стал спонсировать смертельно опасные игры и стал с наслаждением наблюдать за их ходом. Построил подземную империю.
- Юдзи Эндо (яп. 遠藤勇次 Эндо: Ю:дзи)

Сэйю — Наоя Утида
Грязный ростовщик, имеющий связи с якудзой. Он одалживает людям деньги, чтобы потом взять долг с процентами. Он выслеживает Кайдзи и предлагает ему погасить весь долг за ночь на корабле «Эспуар». Впоследствии выручал Кайдзи, хотя для него это «да с тобой, словно в рулетку играть, хрен угадаешь»; в конце второго сезона плакал от отчаяния и одолжил для Кайдзи 60 миллионов йен, хотя тот уже проиграл столько же.

### Часть 1 — Корабль надежды, Эспуар
- Дзёдзи Фунаи (яп. 船井 譲次 Фунаи Дзё:дзи)

Сэйю — Хидэо Исикава
Один из тех, кто регулярно участвует в играх на «Эспуаре». Фунаи — аферист и использует других людей в своих интересах. Он первым знакомится с Кайдзи и объясняет ему неофициальные правила игры, они соглашаются играть вдвоём.
- Такэси Фурухата (яп. 古畑 武志)

Сэйю — Ясунори Мацумото
Должник и коллега Кайдзи. За год до первого турнира на «Эспуар» он попросил Кайдзи быть его поручителем для взятия кредита, в случае не возврата которого Кайдзи должен был выплачивать его долг. Это произошло, и Кайдзи оказался в больших долгах. Ито нашёл его на «Эспуар» и заключил с ним союз после предательства Фунаи. Фурухата первоначально слушает и подчиняется Кайдзи, чтобы выбраться из корабля, но в итоге сам предаёт его.
- Мамору Андо (яп. 安藤 守 Андо: Мамору)

Сэйю — Тосихару Сакураи
Толстяк, носящий очки. Союзник Кайдзи и Фурухаты после потери всех своих карт. Подбил Фурухату на предательство Кайдзи.
- Китами (яп. 北見)

Сэйю — Кадзуки Яо
Умный человек, который придумал стратегию скупки и удержания всех карт. Он был удивлён, узнав, что Кайдзи использует ту же стратегию и подобные действия против него бесполезны. После победы над Андо и Фурухатой, Китами признаёт, что впечатлён игрой Кайдзи.

## Медиа-издания

### Манга
Манга сюжетно разделена на 6 частей: первые три включают в себя по 13 томов, 6 часть продолжает выходить.
1. Tobaku Mokushiroku Kaiji (яп. 賭博黙示録カイジ) — 1996—1999 гг., 13 томов[6]
2. Tobaku Hakairoku Kaiji (яп. 賭博破戒録カイジ) — 2000—2004 гг., 13 томов[7]
3. Tobaku Daitenroku Kaiji (яп. 賭博堕天録カイジ) — 2004—2008 гг., 13 томов[8]
4. Tobaku Mokushiroku Kaiji: Kazuya-hen (яп. 賭博堕天録カイジ 和也編) — 2009—2012 гг., 10 томов[9]
5. Tobaku Datenroku Kaiji: One Poker-hen (яп. 賭博堕天録カイジ ワン・ポーカー編) — 2013—2017 гг., 16 томов[10]
6. Tobaku Datenroku Kaiji: 24 Oku Dasshutsu-h (яп. 賭博堕天録カイジ 24億脱出編) — 2017 — наст. время, 7 томов[11]

### Аниме-сериал

#### Первый сезон
Открывающая музыкальная тема — «Mirai wa Bokura no Te no Naka», закрывающая — «Makeinutatsu no Requiem».
| Список серий | Список серий                     | Список серий         |
| № серии      | Название серии                   | Трансляция в Японии  |
| ------------ | -------------------------------- | -------------------- |
| 1            | Departure «Shukkō» (出航)        | 2 октября 2007 года  |
| 2            | Open Fire «Hibuta» (火蓋)        | 9 октября 2007 года  |
| 3            | Game «Shōbu» (勝負)              | 16 октября 2007 года |
| 4            | Failure «Hatan» (破綻)           | 23 октября 2007 года |
| 5            | Deadly Decision «Kesshi» (決死)  | 30 октября 2007 года |
| 6            | Rise and Fall «Kōbō» (興亡)      | 6 ноября 2007 года   |
| 7            | Proclamation «Kappa» (喝破)      | 13 ноября 2007 года  |
| 8            | Iron Hammer «Tettsui» (鉄槌)     | 20 ноября 2007 года  |
| 9            | Resurrection «Kaisei» (回生)     | 27 ноября 2007 года  |
| 10           | Messenger «Shisha» (使者)        | 4 декабря 2007 года  |
| 11           | Revelry (狂宴)                   | 11 декабря 2007 года |
| 12           | Degradation «Tenraku» (転落)     | 18 декабря 2007 года |
| 13           | Monster «Kaibutsu» (怪物)        | 25 декабря 2008 года |
| 14           | Dying Spirit «Bōrei» (亡霊)      | 8 января 2008 года   |
| 15           | Heavens «Tenkū» (天空)           | 15 января 2008 года  |
| 16           | Fury «Dohatsu» (怒髪)            | 22 января 2008 года  |
| 17           | Adversity «Gyakkyō» (逆境)       | 29 января 2008 года  |
| 18           | Trifled «Honrō» (翻弄)           | 5 февраля 2008 года  |
| 19           | Limit «Genkai» (限界)            | 12 февраля 2008 года |
| 20           | Fierce God «Kishin» (鬼神)       | 19 февраля 2008 года |
| 21           | Heart's Blood «Shinketsu» (心血) | 26 февраля 2008 года |
| 22           | Enforcement «Shikkō» (執行)      | 4 марта 2008 года    |
| 23           | Heresy «Jadō» (邪道)             | 11 марта 2008 года   |
| 24           | Conditions «Jōken» (条件)        | 18 марта 2008 года   |
| 25           | Investment «Tōnyū» (投入)        | 25 марта 2008 года   |
| 26           | Afterglow «Zankō» (残光)         | 1 апреля 2008 года   |

#### Второй сезон
Открывающая музыкальная тема — «Chase the Light!», закрывающая — «C kara hajimaru ABC».
| Список серий | Список серий                                                   | Список серий        |
| № серии      | Название серии                                                 | Трансляция в Японии |
| ------------ | -------------------------------------------------------------- | ------------------- |
| 1            | Hell on Earth «Chi no Goku» (地の獄)                           | 5 апреля 2011 года  |
| 2            | Cardinal Rule of Game «Shōbu no Tessoku» (勝負の鉄則)          | 12 апреля 2011 года |
| 3            | Piece of Luck «Tsuyoun no Kakera» (強運の欠片)                 | 19 апреля 2011 года |
| 4            | Strikes Clues «Gyakushū no Itoguchi» (逆襲の糸口)              | 26 апреля 2011 года |
| 5            | Abuse and Perseverance «Gyakutai to Nintai» (虐待と忍耐)       | 3 мая 2011 года     |
| 6            | The Storm Arrives «Neppū no Tōrai» (熱風の到来)                | 10 мая 2011 года    |
| 7            | The Magic Dice «Mahō no Sai» (魔法の賽)                        | 17 мая 2011 года    |
| 8            | Nemesis «Ingaōhō» (因果応報)                                   | 24 мая 2011 года    |
| 9            | Applause, and then... «Kassai, Soshite...» (喝采、そして…)     | 31 мая 2011 года    |
| 10           | Last Gamble «Saigo no Bakuchi» (最後の博打)                    | 7 июня 2011 года    |
| 11           | Sigh With Delight «Kanki to Tansei» (歓喜と嘆声)               | 14 июня 2011 года   |
| 12           | Heaven's Fall, Man's Fall «Yabuten Yabu Kan» (破天・破漢)      | 21 июня 2011 года   |
| 13           | The Clue to Beating the Bog «Kōryaku no Itoguchi» (攻略の糸口) | 28 июня 2011 года   |
| 14           | Summary «Sōshūhen» (総集編)                                    | 5 июля 2011 года    |